# Antoine Lahad
Antoine Lahad (em árabe: أنطوان لحد ; 1927–10 de setembro de 2015) foi um oficial militar libanês e líder do Exército do Sul do Líbano (SLA) de 1984 até 2000, quando o exército foi dissolvido.

## Carreira militar

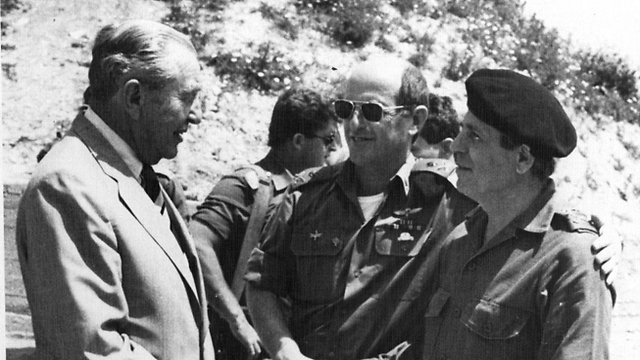
Antoine Lahad (à direita) com o presidente de Israel, Chaim Herzog, e o comandante Yossi Peled.

Enquanto comandava o SLA, Lahad formou três regimentos, compostos principalmente por drusos, xiitas e cristãos, que lutaram juntos para retomar o controle do território libanês de todas as facções palestinas que controlavam grande parte do sul do Líbano. Durante seu serviço, ele nunca cortou contato com a capital e todos os líderes de todas as facções políticas e religiosas o visitavam pedindo ajuda em diversos assuntos. Ele restabeleceu os salários dos soldados do exército libanês no sul, que haviam sido cortados anteriormente.[carece de fontes?]

### Tentativa de assassinato
Em 1988, Souha Bechara, de 21 anos, tentou assassinar Lahad. Ela foi criada na Igreja Ortodoxa Oriental e se tornou membro do Partido Comunista. Bechara se disfarçou de instrutora de aeróbica para visitar a família do oficial. Em 7 de novembro de 1988, enquanto ela tomava chá com a esposa de Lahad, ele voltou para casa. Bechara atirou duas vezes no peito dele. Ela foi detida pela equipe de segurança. Lahad passou oito semanas no hospital e sofreu complicações de saúde que deixaram seu braço esquerdo paralisado. Soha Bechara foi presa e enviada para Khiyam. Ela passou dez anos na prisão de Khiam e sofreu seis anos de confinamento solitário numa cela minúscula.

## Retirada israelense
Quando Israel se retirou do sul do Líbano em 2000, Lahad estava determinado a continuar lutando contra o Hezbollah. Ele pediu apoio de Israel:
| “ | Preciso de três coisas: 1 - Preciso que Israel não pare o dinheiro, mantenha o fluxo para que eu possa continuar pagando meus militares; 2 - Preciso de apoio logístico para que o SLA tenha munição adequada; 3 - Preciso que a fronteira permaneça aberta porque não tenho hospitais sofisticados no sul e, nesse caso, todos os meus feridos devem ser transportados para o norte de Israel para serem tratados. Quando eu tiver essas três coisas, poderei me manter por 200 anos. Isso é tudo de que preciso. | ” |

## Colapso do SLA
Lahad nunca recebeu o apoio que pediu, e o SLA entrou em colapso após a retirada de Israel do sul do Líbano. Na época, Lahad estava em Paris tentando convencer as autoridades francesas a enviar tropas para substituir seu exército.
Ele veio para Israel depois que o restante do SLA se desintegrou. No Líbano, Lahad foi condenado à morte por traição à revelia, caso algum dia regressasse. Em uma reunião com o coordenador do governo israelense, Uri Lubrani, em maio de 2000, Lahad expressou profunda preocupação em relação ao tratamento adequado dos membros do SLA que acabaram em Israel após a retirada. Ao contrário dos relatos da mídia contemporânea, Lahad declarou que o primeiro-ministro israelense, Ehud Barak, não o enganou. Ele destacou a importância da cooperação de seu país com Israel e citou a resolução 425 do Conselho de Segurança das Nações Unidas como uma razão legítima para a retirada das forças armadas israelenses por Barak.
Lahad se mudou para Paris. Ele lançou uma autobiografia em hebraico em 2004, intitulada No meio de uma tempestade: uma autobiografia.
Em novembro de 2006, Lahad deu uma entrevista ao Ynet. Ele realçou sua opinião de que a Síria estava por trás do assassinato do Ministro da Indústria libanês Pierre Amine Gemayel.

Lahad morreu em 10 de setembro de 2015 vítima um infarto.